# Capitole de l'État de Virginie
Le Capitole de l'État de Virginie (en anglais : Virginia State Capitol) est le siège de la législature et des bureaux du gouverneur de Virginie. Il est situé dans la ville de Richmond, capitale de la Virginie, aux États-Unis.
Construit entre 1785 et 1788 d'après des plans de Thomas Jefferson et l'architecte français Charles-Louis Clérisseau, le bâtiment de style palladianiste et néo-classique est inspiré de la Maison Carrée de Nîmes.
Il s'agit du 8e bâtiment construit pour accueillir le gouvernement de l'État de Virginie, après notamment le Capitole de Williamsburg. Le bâtiment a aussi été le Capitole des États confédérés d'Amérique durant la guerre de Sécession (1861-1865) après le Capitole de l'État de l'Alabama.
Ce Capitole est National Historic Landmark depuis 1960 et Registre national des lieux historiques depuis 1966.
L'édifice aurait servi de modèle au Capitole des États-Unis et à la Maison-Blanche de Washington.
Une statue de George Washington réalisée par Jean-Antoine Houdon, George Washington, se trouve dans la rotonde du Capitole.

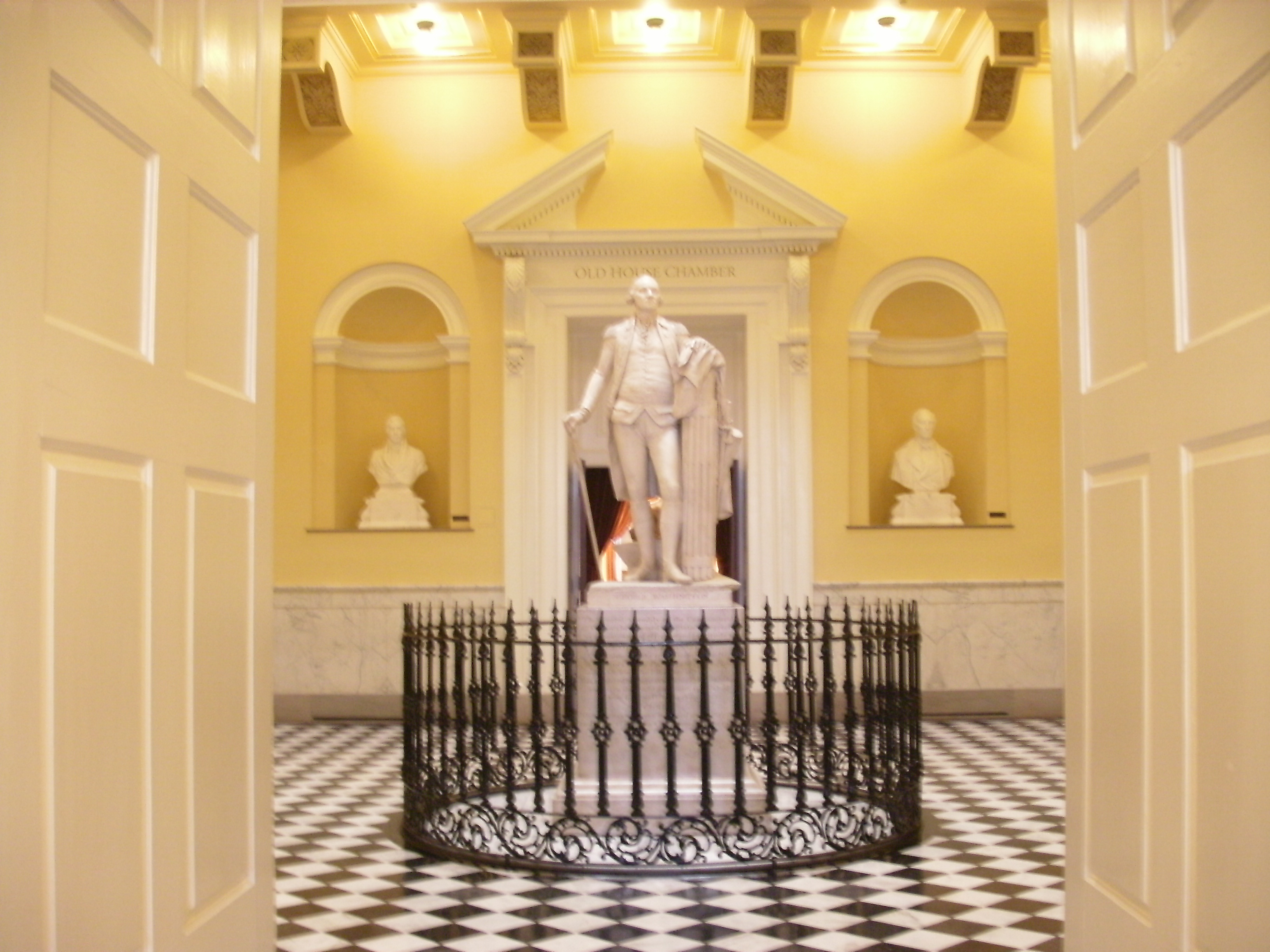
Rotonde avec une statue de George Washington par Jean-Antoine Houdon
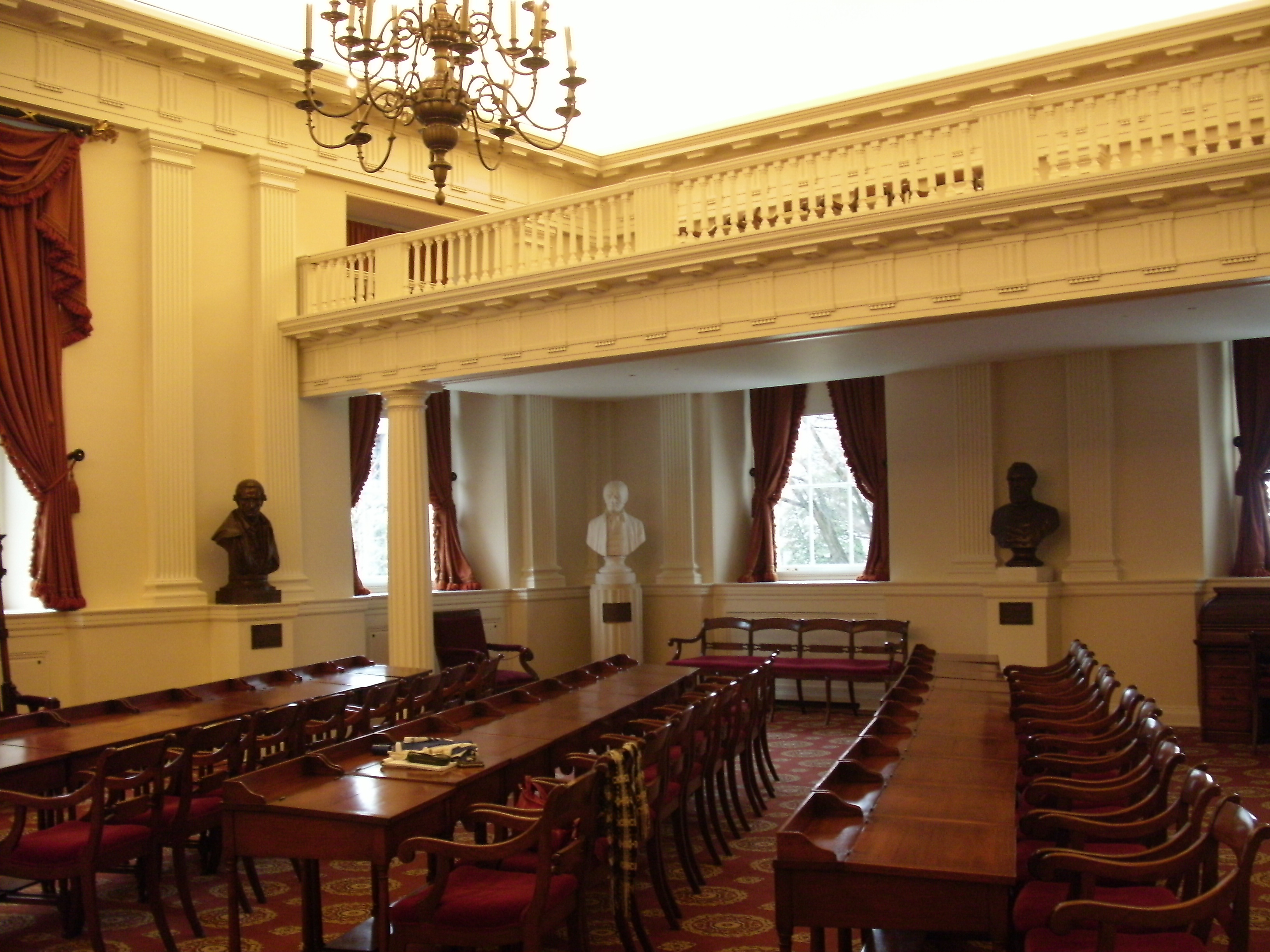
Chambre des délégués
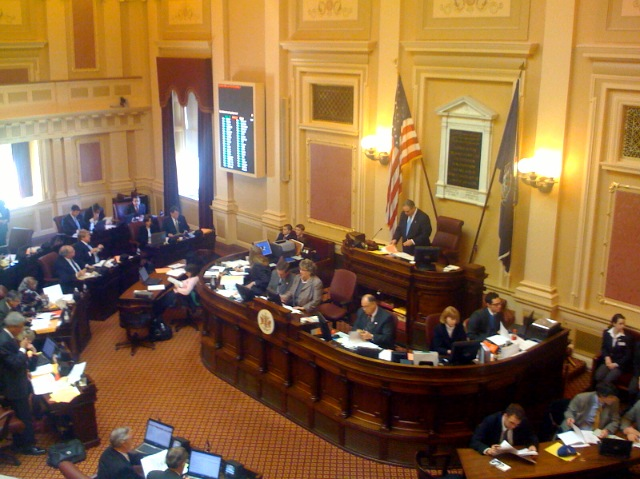
Sénat